# Ботега (Пезаро и Урбино)
Ботега (итал. Bottega) је насеље у Италији у округу Пезаро и Урбино, региону Марке.
Према процени из 2011. у насељу је живело 1902 становника. Насеље се налази на надморској висини од 59 м.